# Will Gluck
Pour les articles homonymes, voir Gluck (homonymie).
Will Gluck est un réalisateur, scénariste et producteur américain.

## Carrière
La carrière de Will Gluck commence par un travail d'ecriture pour le John Larroquette Show, puis il continue à écrire et à produire des émissions comme Grosse Pointe, Luis ou encore Le Monde merveilleux d'Andy Richter. Il a cocréé la série de la Fox The Loop avec Pam Brady. Il devient ensuite réalisateur de longs métrages avec Fired Up en 2009. Le suivant est Easy A, en 2010, qu'il a aussi réécrit et produit, avec entre autres les acteurs et actrices Emma Stone, Thomas Haden Church, Patricia Clarkson, Stanley Tucci, Lisa Kudrow, et Penn Badgley. Ce film a rapporté plus de 75 millions de dollars, a été nommé, entre autres, pour un prix du public, un Golden Globe (pour Emma Stone), le Critics Choice pour la meilleure comédie (qu'il a gagné), le prix de la GLAAD, un A.C.E. Award.
Son film suivant, Sexe entre amis, avec Justin Timberlake et Mila Kunis, est sorti le 22 juillet 2011. La distribution comprend aussi Woody Harrelson, Richard Jenkins et Patricia Clarkson. Ce film a rapporté plus de 149 millions de dollars.
Will Gluck a récemment[Quand ?] signé avec Sony Pictures Entertainment un accord de deux ans comprenant la production pour petit écran et pour le cinéma.

## Filmographie

### Télévision
- Grosse Pointe (2000–01)
- Le Monde merveilleux d'Andy Richter (2001–02)
- Luis (2003–04) (aussi créateur)
- The Loop (2006–08) (aussi créateur)

### Cinéma
- 2009 : Fired Up (réalisateur, producteur, coauteur)
- 2010 : Easy A (réalisateur, producteur, coauteur)
- 2011 : Sexe entre amis (Friends With Benefits) (réalisateur, producteur, coauteur)
- 2014 : Annie (réalisateur, producteur, coscénariste)
- 2018 : Pierre Lapin (Peter Rabbit) (réalisateur, producteur, scénariste)
- 2021 : Pierre Lapin 2 : Panique en ville (Peter Rabbit 2: The Runaway) (réalisateur, producteur, scénariste)
- 2023 : Tout sauf toi (Anyone but You) (réalisateur, producteur, coscénariste)
- 2026 : One Night Only